# رز فرانک
رز ژوزفین کوربت (زادهٔ ۶ آوریل ۱۹۱۲ – درگذشته در ۱۹ ژانویه ۱۹۹۹)، که بعدها با نام رز ژوزفین فرانک شناخته شد، هنرمند بومی آمریکایی از قبیلهٔ نز پِرس بود که به‌خاطر بافتن سنبل‌ذرت شناخته می‌شد. فرانک از هنر خود به‌عنوان راهی برای حفظ صنایع دستی، سنت‌ها و آیین‌های قبیله‌اش بهره می‌برد و با خلق آثار هنری و آموزش به دیگران، آن‌ها را زنده نگاه می‌داشت.

## زندگی شخصی و حرفه
فرانک در سال ۱۹۱۲ در سویت‌واتر، آیداهو و در دل قبیلهٔ نز پِرس زاده شد. پدر و مادرش فرانک کامپو و مارتا ساموئلز کامپو بودند. او خواهری بزرگ‌تر به‌نام راشل، خواهران کوچک‌تر به‌نام‌های انی و لوئیس و برادری کوچک‌تر به‌نام تیتوس داشت. یک برادر دیگرش در سال ۱۹۱۹ مرده‌زاده شد. پدرش در سال ۱۹۱۹ و مادرش در سال ۱۹۲۰ به‌دلیل سل درگذشتند. هنگامی که فرانک شش‌ساله بود، یتیم شد و به «مأموریت سنت ژوزف» در سلیکپو برده شد. در جریان جنگ جهانی دوم، او در کشتی‌سازی‌های پورتلند، اورگن کار می‌کرد و پس از پایان جنگ، به منطقهٔ حفاظت‌شدهٔ لاپوای بازگشت. فرانک در سال ۱۹۳۴ با کشاورزی به‌نام آستین کوربت در آسوتین، واشینگتن ازدواج کرد. او بیشتر عمرش را به‌عنوان خانه‌دار گذراند تا اینکه در دوره‌ای با تدریس آیدا بلک‌ایگل شرکت کرد؛ کسی که آغازگر مسیر حرفه‌ای فرانک در هنر شناخته می‌شود. بلک‌ایگل مدرس کالج ایالتی لوییس-کلارک در لویستون، آیداهو بود و در آن زمان کلاس هنرهای نساجی برگزار می‌کرد که فرانک تصمیم به حضور در آن گرفت. برخی منابع می‌گویند این کلاس در دبیرستان لاپوای برگزار شده بود، نه در محوطهٔ کالج.
بلک‌ایگل کارهای فرانک را دقیق و هنرمندانه یافت و به او پیشنهاد کرد که کیف‌های بافته‌شده از سنبل‌ذرت را به فروش بگذارد. فرانک به هنر خود اعتماد نداشت و شگفت‌زده شد وقتی دید نه‌تنها کارهایش فروش می‌روند، بلکه یکی از آن‌ها به قیمت ۲۵ دلار فروخته شد. وقتی از او دربارهٔ هنرهایش پرسیده شد، گفت که تجربه‌اش در قلاب‌بافی به موفقیت او در بافت سنبل‌ذرت کمک کرده است.
او بیش از ۴۰ سال به بافتن ادامه داد و در این مدت صدها اثر خلق کرد. فرانک گفته بود که روزانه شش ساعت صرف کار بر روی پروژه‌هایش می‌کرد، چراکه تنها یک کوک روی یک کیف سنبل‌ذرت می‌توانست یک ساعت زمان ببرد، و با افتخار می‌گفت که هرگز طرح‌هایش را تکرار نکرده است. او همچنین افزود که به‌طور میانگین، اگر روزانه شش تا هفت ساعت کار می‌کرد، تولید یک کیف حدود چهار هفته طول می‌کشید.
فرانک بیشتر بر الگوهای سنتی و هندسی نز پِرس مانند لوزی تمرکز داشت، اما گاهی به درخواست مشتری، طرح‌های گل‌دار نیز می‌بافت. او بعدها این هنر را به دیگران آموخت تا اطمینان یابد که تکنیک‌های سنتی به نسل‌های آینده منتقل می‌شوند. فرانک گفته بود که از هر اثر هنری دانش‌آموزانش تمجید می‌کرد تا آن‌ها را به تلاش مداوم تشویق کرده و در نهایت به پیشرفت کارشان منجر شود.
او در دههٔ ۱۹۷۰ نام‌خانوادگی خود را به فرانک تغییر داد. فرانک در سال ۱۹۹۹ درگذشت.

## سبک‌های هنری
فرانک از تکنیک بافتن با سنبل‌ذرت به شیوهٔ «دوبافت» برای ساخت کیف و سایر بافت‌ها استفاده می‌کرد. او برای افزودن رنگ بیشتر، گاهی نخ اکریلیک یا نخ رنگ‌شده به کار می‌برد. فرانک از طرح‌های هندسی سنتی نز پِرس بهره می‌گرفت که با پیچاندن نخ و سنبل‌ذرت به دور پود در زمان عبور از تار ساخته می‌شدند. کیف‌های او نه‌تنها برای نمایش، بلکه برای استفادهٔ روزمره نیز کاربرد داشتند و آثارش «نه‌تنها به‌دلیل مهارت بی‌نقص در ساخت، بلکه برای پایبندی سرسختانه‌اش به اصول زیبایی‌شناسی سنتی» مورد تحسین قرار می‌گرفتند.
رنگ‌هایی که فرانک به کار می‌برد شامل زرد کمرنگ، سیاه، آبی، صورتی، بنفش، قرمز و سبز بودند.

## مجموعه‌ها و نمایشگاه‌ها
آثار فرانک در نمایشگاه‌ها و مجموعه‌های دائمی متعددی به نمایش درآمده‌اند؛ از جمله در موزهٔ پارک ملی تاریخی نز پِرس و مجموعهٔ سرخ‌پوستان مدرن اسمیتسونین. آثار او همچنین در مجموعه‌های «بنیاد ملی هنر» نیز یافت می‌شوند.